# Lucanus mazama
Lucanus mazama es una especie de coleóptero de la familia Lucanidae.

## Distribución geográfica
Habita en México.